# Mistrzostwa Rumunii w rugby union (1948)
Mistrzostwa Rumunii w rugby union 1948 – trzydzieste trzecie mistrzostwa Rumunii w rugby union. Pierwszy raz mistrzem kraju został zespół CFR București
Jesienią odbyły się rozgrywki w najwyższej klasie rozgrywkowej, w których wzięło udział dziewięć zespołów:
- CSCA București – nowo założony wojskowy klub CSC Armata, późniejsza Steaua
- 23 August – dawniej Rogifer
- ASAS
- Constructorul – dawniejszy Stadiul Român
- CAM
- CFR
- Clubul Sportiv Universitar – dawniejszy Viforul Dacia
- Electrica – dawniejszy Sportul Studențesc
- Petrolul – dawniejszy TCR.